# Phyllomedusidae
A Phyllomedusidae a kétéltűek (Amphibia) osztályába, a békák (Anura) rendjébe tartozó család. Egyes rendszerek a levelibéka-félék (Hylidae) alcsaládjának tartják Phyllomedusinae néven.

## Elterjedésük
A családba tartozó békafajok az amerikai kontinensen, Mexikótól Argentínáig honosak.

## Nemek
- Agalychnis Cope, 1864
- Callimedusa Duellman, Marion & Hedges, 2016
- Cruziohyla Faivovich, Haddad, Garcia, Frost, Campbell & Wheeler, 2005
- Hylomantis Peters, 1873
- Phasmahyla Cruz, 1991
- Phrynomedusa Miranda-Ribeiro, 1923
- Phyllomedusa Wagler, 1830
- Pithecopus Cope, 1866